# تربچه
تربچه گونه ای سبزی است که برگ و ریشه آن خوردنی می‌باشد. رنگ ریشهٔ آن معمولاً سرخ است.